# Aleyrodes diasemus
Aleyrodes diasemus là một loài côn trùng cánh nửa trong họ Aleyrodidae, phân họ Aleyrodinae.
Aleyrodes diasemus được Bemis miêu tả khoa học đầu tiên năm 1904.